# Подолы (Московская область)
Подолы — деревня сельского поселения Волковское Рузского района Московской области. Численность постоянно проживающего населения — 2 человека на 2006 год. До 2006 года Подолы входили в состав Никольского сельского округа.
Деревня расположена на северо-востоке района, примерно в 32 километрах северо-восточнее Рузы, у границы с Истринским районом, у истоков реки Рассоха, высота центра над уровнем моря 214 м. Подолы лежат на автодороге А108 Московское большое кольцо.